# Cour-l'Évêque
 Cour-l'Évêque  es una población y comuna francesa, en la región de Champaña-Ardenas, departamento de Alto Marne, en el distrito de Chaumont y cantón de Arc-en-Barrois.

## Demografía
| 123 | 113 | 171 | 216 | 210 | 211 |
| Para los censos de 1962 a 1999 la población legal corresponde a la población sin duplicidades (Fuente: INSEE [Consultar]) |     |     |     |     |     |